# Ертильський район
Ертильський район (рос. Эртильский район) — адміністративна одиниця на півночі Воронезької області Росії.
Адміністративний центр — місто Ертиль.

## Географія
Ертильській муніципальний район розташований в північно-східній частині Воронезької області. Він межує на півночі з Липецькою і Тамбовською областями, на сході з Тернівським районом, на півдні з Аннінським, на заході з Панінським і Верхньохавським районами. Відстань від райцентру до Воронежа — 145 км.

## Історія
Основна причина організації Ертильского району — усталена спеціалізація виробництва цукру в цій місцевості і укрупнення і розвиток селища Ертиль.
Район був організований 21 листопада 1938 року шляхом виділення частини земель з Щучинського району Воронезької області і Більшодобринської сільради з території Тамбовської області. У 1957 році його територія розширилася за рахунок частини скасованого Токайського району.
12 грудня 1962 року район припинив існування, його включили до складу укрупненого Аннинського району. В сучасних кордонах Ертильський район існує з 12 січня 1965 року. З поверненням статусу до Ертильского району приєднали Токайський (скасований 5 жовтня 1957 року) і Щучинський (скасований 26 квітня 1962 року) райони. Районний центр — Ертиль отримав статус міста 01.02.1963 року.

## Економіка
Сільгоспугіддя займають площу 131,4 тис. га, в тому числі ріллі — 102,1 тис. га. Виробництвом сільгосппродукції займаються 154 підприємства, з них 135 селянських (фермерських) господарств.
Промисловість району представлена 6 підприємствами із загальною чисельністю зайнятих 1,3 тис. Осіб. ВАТ «Ертильський ливарно-механічний завод» та ВАТ «Ертильський дослідний механічний завод» випускають обладнання та запчастини для АПК і переробної промисловості. ВАТ "Комбінат молочних продуктів «Ертильський» переробляє продукцію АПК. Виробленням цукрового піску займається ТОВ «Ертильський цукор». Транспортні послуги в районі надають 2 підприємства: ВАТ «Ертильське АТП» і ТОВ «Автомобіліст». Торговельне обслуговування населення здійснюють 159 торгових точок, побутове — 75 підприємств та приватних підприємців. У червні 2004 року здано в експлуатацію завод рослинних олій «Ертильський».